# 비르간지
비르간지(네팔어: बीरगञ्ज उपमहानगरपालिका, 힌디어: बीरगंज, 영어: Birganj)는 네팔의 도시로 연합 대도시 지자체이다. 네팔 남부 나라야니 구의 최대 도시로 파르사 현의 현청 소재지이다. 소위 마데스 지역에 속한다.

## 개요
남쪽 네팔의 국경 도시로 수도 카트만두에서 서쪽으로 190 km 떨어져 있다. 인도의 비하르 주와 국경에서 북쪽으로 2 km 거리에 있다. 네팔에서 파트나, 캘커타의 입구에 있는 반면, 인도 측에서는 네팔의 현관으로 알려져 있다. 인도에서 네팔로 들어오는 물자의 큰 부분이 라쿠소르에서 비르간지로 통하기 때문에 이 마을은 네팔의 중요한 경제적 의미를 가지고 있다. 비르간지는 네팔의 주요 사업을 중심으로, 특히 대인도 무역의 중심이다.
2005년 추계는 인구는 133,244명으로 국내 5위에 해당한다. 네팔어 외에도 보주푸리어, 마이티리어, 네와르어, 마루와리이어, 힌디어가 통용된다.
트리부반 대학, 타쿠루램 종합 캠퍼스는 타라이 지역에서 가장 오래된 대학 중 하나이다. 2003년 50주년을 맞았다. 과학기술연구소에는 예술, 상업, 교육의 세 학부가 한 캠퍼스에 있다.
2006년 5월 18일 네팔 의회는 기존의 국교였던 힌두교를 폐지하고 세속 국가가 되었다고 선언했지만, 이 선언으로 네팔 내의 힌두교 원리주의자들이 소요를 일으켰다. 이 때 비르간지는 이틀 동안 폐쇄되었다.

## 같이 보기
- 포카라
- 자낙푸르